# Charles Picard (arqueólogo)
Charles Picard (Arnay-le-Duc, 7 de junio de 1883-París, 15 de diciembre de 1965) fue un historiador y arqueólogo francés especialista en la Antigua Grecia.

## Carrera
Fues director de la Escuela Francesa de Atenas en los años 1920. Profesor de arqueología clásica en la Facultad de letras de París de 1934 a 1955, fue director del Instituto de arte y de arcqueología de 1937 a 1961. 
La obra principal de Charles Picard es el  Manuel d'archéologie grecque: la sculpture, vol. I (VIIe – VIe siècle av. J.-C.), publicado en 1935. Completó el segundo fascículo del volumen IV (siglo IV a. C.) en 1963. Charles Picard fue elegido miembro de la Academia de Inscripciones y Lenguas Antiguas en 1932.

## Familia
Su hijo Gilbert Charles-Picard fue un eminente especialista en África romana. Su nieto Olivier Picard es igualmente helenista y miembro de la Academia de Inscripciones y Lenguas Antiguas desde 2009.
Charles Picard es también el padre de la filósofa y resistente Yvonne Picard, nacida en 1920 y muerta tras su deportación a Auschwitz en 1943. Cuando la policía se presentó a su domicilio en 1942 para obtener la dirección de su hija, la dio sin inquietarse, no imaginando que con su posición su familia podría tener problemas. Intentó en lo sucesivo, vanamente, hacer liberar a su hija.